# Bunjevci
I bunjevci (singolare "Bunjevac"; [bugnèuzi]) sono un gruppo etnico slavo meridionale.
Originari dell'Erzegovina e della Dalmazia continentale, si stabilirono nelle Alpi Bebie (Regione della Lika e di Segna), sull'altopiano del Gorski Kotar, in Voivodina, e lungo il bacino del Tibisco. Durante e dopo le guerre tra cristiani e turchi, si stabilirono sulla vaste, in gran parte spopolate, regioni del centro e del nord della Dalmazia, Lika e la costa croata.
Oggi vivono nella regione della Bačka, divisa fra Serbia e Ungheria. Secondo gli ultimi censimenti sono circa 20 000 in Serbia e 1 500 in Ungheria.
Parlano un dialetto dello stocavo e sono membri della Chiesa cattolica romana.
Noti Bunjevci sono Antun Gustav Matoš, scrittore croato di fine '800, e Zvonko Bogdan, cantante folk serbo vivente.